# Musterrolle
Die Musterrolle war bis 31. Juli 2013 gem. §15 Seemanngesetz (SeemG) in der Berufsschifffahrt ein amtliche Liste aller gegenwärtigen und ehemaligen Besatzungsmitglieder eines Schiffes. Mit Einführung des Seearbeitsgesetzes (SeeArbG) am 1. August 2013 wurden das Musterungsverfahren für Seeleute und damit auch die Musterrolle abgeschafft.
Die Musterrolle (engl. ship’s articles) richtete sich in Deutschland nach der Schiffsbesetzungsverordnung (SchBesV) die vorschreibt, wie viele Offiziere und Mannschaftsmitglieder mit welcher Qualifikation für ein bestimmtes Schiff zwingend als Mitglied der Besatzung verpflichtet sein müssen. Für jedes Besatzungsmitglied war in die Musterrolle einzutragen: Name, Anschrift, Staatsangehörigkeit, Geburtsort und -datum, Befähigungszeugnis, Seefahrtsbuch- und Heuerscheinnummer, Datum der Anmusterung, Datum der Abmusterung. Die Musterrolle wurde vom Besatzungsmitglied unterschrieben.
Bei der Ausstellung der Musterrolle waren dem Seemannsamt vorzulegen
1. der Nachweis über das Recht für das Schiff zum Führen der Bundesflagge (Schiffszertifikat),
2. der Messbrief des Schiffes oder eine gleichwertige Urkunde (siehe Schiffsregisterordnung),
3. der Fahrterlaubnisschein des Schiffes, ausgestellt durch die BG Verkehr (Berufsgenossenschaft für Transport und Verkehrswirtschaft).

Veränderungen an der Musterrolle durften ebenfalls nur vom Seemannsamt, im Ausland vom Konsulat vorgenommen werden. Es mussten dabei neben den obigen Dokumenten noch das Seefahrtsbuch des betroffenen Mannschaftsmitglieds vorgelegt werden.